# Chameleon Street
Chameleon Street és una pel·lícula independent estatunidenca del 1989 escrita, dirigida i protagonitzada per Wendell B. Harris Jr. Explica la història d'un camaleó social que es fa passar per periodistes, metges i advocats per guanyar diners.

## Argument
La pel·lícula és una sàtira basada en la vida de l'estafador de Detroit que va deixar l'escola secundària William Douglas Street Jr., que es va fer passar amb èxit per periodistes professionals, advocats, atletes, extorsionistes i cirurgians, fins a arribar a realitzar més de 36 histerectomies.

## Repartiment
- Wendell B. Harris Jr. com a William Douglas Street
- Timothy Alvaro com Brian Whitaker
- Dave Barber com Self
- Marti Bowling com a Martí
- Alfred Bruce Bradley com a Smooth
- Mano Breckenridge com a Neelish Ratnayaka
- Anthony Ennis com Curtis
- Amina Fakir com Amina Tatiana

## Recepció i llegat
Tot i guanyar el Gran Premi del Jurat al Festival de Cinema de Sundance a principis de 1990, la pel·lícula va quedar sense distribució durant més d'un any. L'estrena en cinemes original va ser mínima i les crítiques eren polaritzades.
The Washington Post va trobar la pel·lícula decebedora: "El que tenim aquí és un concepte brillant, però, per desgràcia, Harris no és un cineasta, ni tan sols en el sentit més rudimentari. Els seus fracassos són tots en el nivell més bàsic. No pot fer trama ni donar forma a les escenes; no pot dibuixar els seus actors; no pot crear ritmes coherents ni sentit del ritme". De la mateixa manera, el Hartford Courant va escriure "Chameleon Street se sent com una sèrie d’esquetxos improvisats, alguns imaginatius i divertits, d'altres triturats... [Harris] escriu amb empenta i enginy, però el seu el sentit de l'estructura és mínim, de manera que Chameleon Street se sent agitada i desarticulada."
D'altra banda, The Philadelphia Inquirer va ser més generós: "Tot i que, igual que el seu tema, la pel·lícula segueix unes tangents força estranyes, Chameleon Street té gran èxit com a diari d'un un engalipador compulsiu les marques del qual són absorbides per la confiança i l'instint de Street per dir a la gent el que volen escoltar. El rap de «la veritat és més forta que la ficció» d'Harris és divertit i perspicaz".
Jonathan Rosenbaum de The Chicago Reader la va elogiar com una "comèdia fosca existencial altament original", i va escriure que "van trigar dos anys a arribar a Chicago, però, aquesta provocativa pel·lícula independent és tan intel·lectualment ambiciosa com qualsevol nova pel·lícula estatunidenca que he vist aquest any... Harris explora el seu tema de diverses maneres: com una mena d'assaig sobre els misteris i paradoxes de la interpretació, com a font d'una comèdia molt divertida, com una exploració de la invisibilitat dels negres a Amèrica que sovint suggereix Invisible Man de Ralph Ellison, i com el progrés d'un bandarra inquietant però convincent que sovint recorda una novel·la picaresca del segle XVIII." El crític de cinema Armond White també va ser un dels primers defensors de la pel·lícula, comparant-la també amb Invisible Man de Ralph Ellison.
En els anys transcorreguts des de la seva estrena original, la reputació de la pel·lícula ha crescut, Richard Brody de The New Yorker el 2021 la va qualificar d'"obra mestra ignorada" mentre lamentava les lluites posteriors de Harris a Hollywood, observant que "les mateixes exclusions [Harris] dramatitzades en aquesta gran pel·lícula se li van infligir a la vida real."
El 2021, la pel·lícula va ser restaurada en resolució 4K, estrenada en cinemes per Arbelos Films. Arbelos la va llançar més tard en Blu-ray.

## Reconeixements
Chameleon Street va guanyar el Gran Premi del Jurat al Festival de Cinema de Sundance de 1990.
El 2008, un comunicat de premsa del festival la va descriure com "una de les primeres pel·lícules a examinar com la raça, la classe i els jocs de rol s'han transformat en el teixit social d'Amèrica."